# Peter Ronnefeld
Peter Ronnefeld (Dresden (Saxònia), 26 de gener, 1935 - Kiel (Schleswig-Holstein), 6 d'agost, 1965) va ser un compositor i director d'orquestra alemany.

## Biografia
Peter Ronnefeld provenia d'una família de músics: el seu pare era violista a l'Orquestra Estatal de Dresden, el germà de la seva mare tocava el violí a l'Orquestra Simfònica RIAS. El 1950, Ronnefeld va acabar d'assistir a l'escola Waldorf de Dresden.
Després de les primeres lliçons de piano i composició a Dresden, va estudiar piano amb Hans-Erich Riebensahm i composició amb Boris Blacher a la Universität der Künste Berlin de 1950 a 1954. Aribert Reimann va ser un dels seus companys d'estudi. Durant la seva estada a Berlín, Ronnefeld va viure amb el seu cosí, Matthias Koeppel. Ja el 1949 va escriure una Petita Suite per a Orquestra, que es va estrenar a Berlín un any més tard. El 1954, Ronnefeld va continuar els seus estudis al Conservatori de París amb la pianista Yvonne Lefébure i el compositor Olivier Messiaen. També va fer cursos de direcció a Siena i a Hilversum amb Paul van Kempen.
El 1956, Ronnefeld va ensenyar al Mozarteum de Salzburg, on l'escriptor Thomas Bernhard va estudiar interpretació i direcció. A l'òpera breu The Night Edition, composta per Ronnefeld, especialment per als cadets, Bernhard va assumir el paper de parlant de sergent. El 1958, Ronnefeld va ser primer assistent d'Herbert von Karajan a l'Òpera Estatal de Viena i després mestre de capella a partir d'octubre de 1959. Ronnefeld es va convertir en director en cap a Bonn el 1961 i director general de música a l'Òpera de Kiel el 1963.
Com a compositor, Ronnefeld va escriure una vintena d'obres, la seva més extensa i més coneguda va ser l'òpera en tres actes The Ant (escrita entre 1959 i 1961). El llibret va ser escrit per Richard Bletschacher. L'estrena el 21 d'octubre de 1961 a la "Deutsche Oper am Rhein" de Düsseldorf sota la direcció de Wolfgang Liebeneiner va ser dirigida pel mateix Ronnefeld. Una segona versió es va representar pòstumament el 18 de setembre de 1965 a Kiel sota la direcció de Gerd Albrecht. Ronnefeld va compondre una suite de quatre moviments de l'òpera, que ell mateix va estrenar el 7 d'abril de 1965 a Frankfurt del Main amb la "Hessischer Rundfunk Symphony Orchestra".
Com a director d'orquestra, Ronnefeld estava especialment compromès amb la música nova, entre altres coses, va dirigir l'estrena mundial de Fluctuations d'Isang Yun i també la va gravar. Tenia previst dirigir l'estrena de l'òpera Die Soldaten de Bernd Alois Zimmermann. El 1964 va dirigir l'estrena mundial de l'òpera Faust III del compositor danès Niels Viggo Bentzon (òpera basada en Johann Wolfgang von Goethe, Franz Kafka i James Joyce) a Kiel. El 9 de maig de 1965 va dirigir l'estrena de l'oratori Wohin Op. 41 de Heinz Friedrich Hartig amb Dietrich Fischer-Dieskau com a solista. Va gravar obres de Mozart amb l'Orquestra Simfònica de Viena i va fer un enregistrament de Zar und Zimmermann d'Albert Lortzing a la Volksoper de Viena.
L'estiu de 1965, Ronnefeld estava ocupat assajant la primera òpera d'Aribert Reimann, Ein Traumspiel, quan va emmalaltir greument i va morir poc temps després, a trenta anys.
Les obres de Peter Ronnefeld es van publicar inicialment a l'Edition Modern Wewerka i van ser recaptades per l'editor escènic i musical G. Ricordi & Co. Munich el 2011. La finca i l'arxiu es troben a l'Acadèmia de les Arts de Berlín des del 2005.
Amb la seva dona danesa, Minna Ronnefeld (1931–2022), Peter Ronnefeld va tenir una filla i un fill, Matthias Ronnefeld (1959–1986), que també era compositor. Les tombes de Peter Ronnefeld i els seus familiars es troben al cementiri de Grinzinger (1B-40) a Viena.

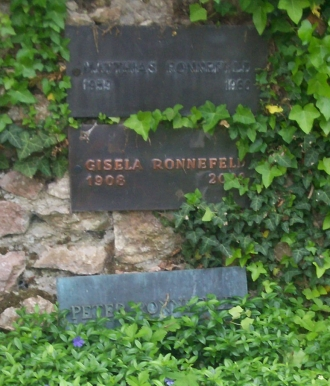
tomba de Peter i Matthias Ronnefeld

## Obres (selecció)
- Òpera en tres actes Die Ameise (1959–1961), estrena el 21 d'octubre, Deutsche Oper am Rhein de Düsseldorf; 2a versió, estrena pòstumament el 18 de setembre de 1965 a Kiel, director Gerd Albrecht
  - de: Suite de quatre moviments per a orquestra, estrena el 7 d'abril de 1965 a Frankfurt del Main, Orquestra Simfònica de la Ràdio de Hesse, director Peter Ronnefeld
- Opera piccola en cinc actes Die Nachtausgabe, estrena el 30 d'agost de 1956 a Salzburg, revival 1987 a Viena, 2014 a Dresden[2]
- Ballet Peter Schlemihl, estrena el 10 d'abril de 1956 a Hildesheim
- Ballet L'espiral, estrenat el 1962 a Hannover

### Obres orquestrals
- Little Suite for Orchestra, 1949, estrena el 1950 a Berlín, RIAS Youth Orchestra
- Concertino per a flauta, clarinet, trompa, fagot i cordes, estrena el 1951 a Berlín
- Symphony 52, estrena el 1953 a Bayreuth

### Música de cambra i cançons
- Cinc cançons a la tardor, Opus 3
- Quatre cançons de bressol, 1955
- Sonata per a violí, estrena l'any 1951 a Braunschweig
- Deux Nocturnes, per a violoncel i piano, estrena el 1974 a París
- Quaternari per a cor, Opus 4 i Opus 5, 1958, estrena 1959 a Viena

## Premis
- 20 de juny de 1966: Atorgament pòstum del Premi de Cultura de la Ciutat de Kiel

## Enregistraments
- Jubilee Edition de la Junge Deutsche Philharmonie, CD 1, conté els moviments 3+4 des de la suite orquestral fins a Die Ameise (enregistrament de 1976, director Christof Prick), edel, 1999
- Edició en CD de la Societat Isang Yun (conté fluctuacions d'Isang Yun, dirigida per Ronnefeld)